# 橘以長
橘 以長（たちばな の もちなが）は、平安時代後期の貴族。信濃守・橘広房の子。官位は従五位上・筑後守。橘氏長者。

## 経歴
保延2年（1136年）頃からの出仕が知られ、当時の位階は六位であった。父・広房より橘氏長者を継承し、久安3年（1147年）藤原頼長の奏請により学館院別当に補任。蔵人・大膳亮・筑後守を歴任して保元2年（1157年）10月に子・以政の譲りで従五位上に叙せられた。

## 逸話
頼長に学館院別当に推挙されるなど、頼長に近く仕えた。『宇治拾遺物語』には頼長と以長に関する逸話がある。
ある時、左大臣・頼長より召しがあった際に、以長は「今日は固い物忌を致しております」と申したところ、頼長は「これはいかに、公の職に就いているものが物忌などしている場合か、確かに参られよ」と、厳しい言葉で参るようにと以長に促したため恐る恐る参上した。
その後、十日ほど経って、頼長に「世にしらぬ固き御物忌」ができた。屋敷（高陽院）の門の隙間に垣盾などを立て、仁王講を行う僧でさえ、築地から先にはお供の童子を入れず、僧侶だけが参上するほどであった。以長は「御物忌あり」と聞いて急いで参上した。土戸より入らんとすると二人の舎人がいて、「人を入れるなとの仰せです」と立ち向かった。以長は「お前ら、私は召されて参るのだぞ」と言うと、職事でいつも見ている人であったため、力及ばず中に入れてしまった。
蔵人所に参上して何の気なしに声高に喋り散らす以長の声を耳にした頼長は、「喋っているのは誰だ」と平盛兼に問うと、盛兼は「以長でございます」と申した。頼長は「なぜ、これほど固い物忌だというのに、昨晩より参り籠っているのか、尋ねよ」と命じて、仰せの通り以長に尋ねると、蔵人所は頼長の居間より近いにもかかわらず大声で「くはくは」と言い、憚らずに、「過ぎし日に私が物忌をしていたところ、参るようにと命ぜられました。しかしながらと、私は物忌の由を申したところ、物忌などということがあるか、確かに参るべし、との仰せを受けたので参上致しました。それ以来、私は物忌などいうことは無いと知りました」と聞こえよがしに申したため、頼長は何も言えなくなってしまったという。

## 系譜
- 父：橘広房
- 母：不詳
- 妻：不詳
  - 男子：橘以政（?-?）
  - 男子：橘以房
  - 男子：橘友経
  - 男子：橘以忠